# 하츠네 미쿠: 프로젝트 디바 (비디오 게임)
《하츠네 미쿠 -Project DIVA-》는 세가에서 발매된 리듬 게임이다. 음원 합성 소프트웨어인〈하츠네 미쿠〉에 설정된 버추얼 아이돌 캐릭터를 사용한 캐릭터 게임이기도 하다. 2009년 7월 2일에 PlayStation Portable 전용 소프트웨어로 발매되었다. 또한, 아케이드 게임판 《하츠네 미쿠 Project DIVA Arcade》가 2010년 6월 23일부터 정식 기동되었다. 또한, 2010년 7월 29일에는 속편인 《하츠네 미쿠 -Project DIVA- 2nd》가 발매되었다.
앞으로 《하츠네 미쿠 -Project DIVA-》는 〈1st〉로, 《하츠네 미쿠 -Project DIVA- 2nd》는 〈2nd〉로 기술한다.

## 캐치프라이스
하츠네 미쿠 -Project DIVA-
나중에 발매된 염가판과는 선전문구가 다르다.
- 통상판 - 〈이 노랫소리가, 그대에게 닿을 수 있기를〉
- 염가판 - 〈앞으로도, 이 노랫소리를 전할 수 있기를〉
- 염가판 세트구성 - 〈계속, 그대의 곁에 있고 싶어서…〉

하츠네 미쿠 -Project DIVA-2nd
- 〈그대와 단 둘이, 연주해보자〉

## 개요
2007년 8월에 크립톤 퓨처 미디어에서 발매된 하츠네 미쿠는 합성음원에 의한 노랫소리를 사용하여 연주할 수 있는 윈도우용 신시사이저 소프트웨어로 소프트웨어 전용으로 작성된 악곡이나, 해당 목소리를 가졌다고 표현된 버추얼 아이돌 캐릭터가 큰 인기를 끌었다.(자세한 사항은 하츠네 미쿠의 기사를 참고) 이 작품에서는 게임의 주요 인물로 하츠네 미쿠의 캐릭터가 등장하며, 〈하츠네 미쿠〉의 합성음원으로 만들어진 악곡을 사용한 리듬 액션 게임을 즐기거나, 미쿠 캐릭터의 복장을 갈아입히거나, 방에서 느긋하게 쉬고 있는 미쿠의 상태를 관찰한다는 것이 이 작품의 취지이다. 이 작품은 어디까지나 캐릭터를 사용한 게임으로, 음성합성 소프트웨어인 〈하츠네 미쿠〉의 이식작품이 아니기 때문에, 합성 음성으로 가사나 멜로디를 입히는 DTM 소프트웨어의 기능은 존재하지 않지만, 애당초 하츠네 미쿠는 작곡을 하기 위한 소프트웨어이기 때문에, 창작적인 행위를 할 수 있도록 하는 의도를 담아, 모션을 짜맞춰 미쿠가 노래하고 춤추는 영상을 만든다든지, 자신이 준비해둔 음원을 사용하여 독자적인 리듬게임을 만들 수 있는 모드가 준비되어 있다.
표지는, 하츠네 미쿠의 캐릭터 디자인을 담당했던 KEI가 담당하였다. 게임에는 미쿠의 대사도 있으며, 음성 합성 소프트웨어 하츠네 미쿠의 목소리 라이브러리를 담당한 성우, 후지타 사키가 출연한다. 하츠네 미쿠의 모션 액터는 오구라 유이.
이 작품에는, Web에서의 CGM(소비자 생산 미디어)가 중심역할을 하는 하츠네 미쿠의 붐을 반영해, 니코니코 동화를 통해 발표되어 화제가 되었던 악곡이나、팬의 창작에 의해 만들어진 설정이나 관련 캐릭터도 게임에 삽입되었다. 또한, 크립톤사가 운영하는 영상 업로드 사이트 〈피아프로〉와의 콜라보레이션을 기획하여, 이 게임을 위한 악곡이나 복장, 로딩 화면등에 사용된 일러스트의 모집을 받아, 게임에 사용하였다 모집에는 총 2천명 이상의 사람이 참여했다.
《1st》가 발표된 후 1주일동안 10.1만장의 매출을 기록했으며, 미디어 크리에이트에서 조사한 전국 게임 소프트웨어 판매 랭킹에서 1주 랭킹 2위를 기록했다(PSP용 소프트웨어 부문에서는 주간 1위). 세가에서 이루어진 집계 결과에서는, 니코니코 동화나 공식 사이트에서 해당 소프트웨어를 알게 되었다는 답변이 주를 이루었다고 하며, 인터넷 상에서의 열풍이 반영되었다는 점이 커다란 의미가 있다.

## 게임 시스템

### 리듬 게임
리듬 게임에서는, 미쿠를 '마지막까지 노래하게 하는 것'이 목적이다. 3D캐릭터로 표현된 화면상의 미쿠가 노래하며 춤추는 동안, 화면에 표시되는 잿빛의 타겟 아이콘에 화면 바깥에서 날아오는 멜로디 아이콘이 겹쳐지는 순간, 아이콘의 형태와 같은 버튼을 누르는 방식이다.. 성공하게 되면 미쿠의 노래가 계속 나오지만, 타이밍을 착각하여 실패하게 되면 노래가 중간에 잘리게 되며, 게이지가 줄어든다. 멜로디 아이콘을 계속 놓쳐서 게이지가 0이 될 경우 'MISS×TAKE' 가 되며, 게임 오버 된다. 또한, 'CHEAP'의 결과를 받았을 때도 동일하게 게임 오버이다. 노래 도중에는 'CHANCE TIME'이라는 득점 존이 있고, 이 때 버튼을 헷갈리지 않고 계속해서 성공하게 되면(콤보를 이으면) 평소보다 높은 득점을 기록할 수 있다. 일정 등급 이상으로 클리어 하게 되면 아이템이나 복장을 획득하거나, 플레이 할 수 있는 곡이 늘어나고, 리듬 게임을 하는 동안 뒤에서 재생되는 미쿠의 영상을 편하게 감상할 수 있게 된다. 또한, 《2nd》에서는, 방향키 조작과, 아케이드판에서 사용되는 '홀드 버튼'과, '동시 누르기'가 사용되었다.
플레이할 수 있는 노래에 대해서는 #수록곡을 참고.

### 코스튬이나 미쿠룸의 커스터마이즈
이 작품에서는, 미쿠의 복장을 갈아입히거나, 플레이어 캐릭터의 모습을 미쿠 이외의 캐릭터로 변경할 수 있다. 변경 가능한 캐릭터는, VOCALOID 기술을 사용한 크립톤 사의 상품인 〈카가미네 린·렌〉〈메구리네 루카〉〈KAITO〉〈MEIKO〉, 또한, 팬들의 창작 활동에 의해 생겨난 관련 캐릭터인 〈요와네 하쿠〉〈아키타 네루〉〈사키네 메이코〉(자세한 사항은 VOCALOID의 파생 캐릭터를 참고)가 있으며, 미쿠 대신 위 캐릭터들을 조작할 수 있다.
《1st》의 경우, 미쿠의 복장은 기본 복장 이외에 39가지가 있으며, 의상의 종류의 숫자는 〈39〉가 〈미쿠〉라고 읽힌다는 점에서 유래했다. 이 의상들은 피아프로에서 위 작품에 사용하기 위해 공모된 작품에서 다수 수록되어있거나, 세가의 타 작품에서 등장하는 인물인, 《스페이스 채널 5》의 우라라나 《전장의 발큐리아》의 아리시아의 복장을 흉내낸 코스튬이 준비되어 있다.
《2nd》에서는 《1st》에서 사용할 수 있던 복장과, 린, 렌, 루카, KAITO, MEIKO 의 복장도 준비되어 있어, 더더욱 VOCALOID에서 저명한 일러스트레이터들이 그린 모듈이 준비되어 있다. 또한, 세가의 타 게임에 등장하는 인물인, 《엔드 오브 이터니티》의 린벨(카가미네 린 전용)이나 《버추얼 파이터》의 사라 브라이언트(메구리네 루카 전용)의 의상을 흉내낸 코스튬이 등장한다.
미쿠룸에는 게임에서 획득한 아이템을 장식할 수 있다. 또한, 《2nd》에서는 〈DIVA룸〉이 진화하여, 각각의 캐릭터들이 자신만의 방을 가질 수 있게 되었다.

### 리듬 게임의 편집
〈에디트 모드〉에서는, 준비된 안무나 배경등을 노래와 맞게 편집하여, 미쿠의 프로모션 비디오를 만들 수 있으며, 만든 영상에 리듬 패턴을 더해 독자적인 리듬 게임을 만들 수 있다. 노래는 게임에 기본적으로 수록되어 있는 곡 이외에도, MP3데이터로 저장된 곡을 사용할 수 있다. 안무는 준비된 모션을 조합하여 사용한다.
이 모드에는, 자신이 만들어낸 영상을 공개하거나, 창작 툴로서의 기능이 준비되어 있으며, 게임을 완전히 플레이한 뒤에도 오랫동안 즐길 수 있도록 하려는 의도가 담겨있다. 게다가, 〈2nd〉에서는, 모션의 개수가 늘어서 보다 긴 곡의 편집이 가능해졌다. 이 작품에서는 비공식적이지만, 배경을 블루 백으로 할 수 있으며, 일정 수준 이상의 영상 편집 기술이 있다면 게임 외의 영상과 조합하여 크로마 키 합성의 소재로 사용할 수도 있다.

## 〈2nd〉에서 추가 혹은 변경된 점
- 모듈이 대량으로 추가되었으며, 하츠네 미쿠 이외 캐릭터들에 대한 모듈도 추가.
  - 1st의 세이브 데이터를 인계하여 모듈을 이어받을 수 있다.
  - 요와네 하쿠, 아키타 네루, 사키네 메이코의 모듈, 수영복이 1개씩 추가. 또한, 그 이외의 6명의 캐릭터에도 수영복이 1개씩 더 추가[19].
- 다운로드 컨텐츠로 노래나 모듈을 구입해서 추가할 수 있다.
  - 《THE IDOLM@STER SP》(반다이 남코 게임즈)와의 콜라보레이션으로, 아이돌마스터의 노래와 스테이지 의상(모듈)이 배신되고 있다[20][21].
  - 하츠네 미쿠에게는 아마미 하루카의 스테이지 복장이, 카가미네 린에게는 후타미 아미, 마미의 스테이지 복장이, 메구리네 루카에게는 키사라기 치하야의 스테이지 복장이 모듈로 배신되고 있다.
- 〈Ievan Polkka〉은 튜토리얼에서 사용된다.
- 〈HARD〉의 상위 난이도인 〈EXTREME〉의 추가.
- 듀엣 신곡 추가
- 롱노트, 동시노트의 추가. 단, 아케이드판과 조작방법은 다르다.
- 그레이드에 〈EXCELLENT〉가 추가
- 그레이드 기준의 변화[주 2].
- 방향키의 사용이 가능해졌다[주 3].
- 자동 세이브 기능 추가. 이에 따라 세이브하는 것을 깜빡해도 괜찮아졌다.[주 4].
- 데이터 인스톨이 가능해졌으며, 로딩시간도 단축되었다.(약 410MB 이상의 잔여 용량 필요).
- 난이도가 7단계에서 9단계로 세분화되었다.
- 찬스 타임의 룰이 변경되었다[주 5].
- 서포트 아이템을 사용할 수 있게 되었다.

## 수록곡
《1st》에서는, 게임에 수록된 곡은 총 39곡이며, 의상에서와 같이 〈39〉가 〈미쿠〉라고 읽히는 것에서 유래했다고 한다. 게임에서 플레이 할 수 있게 니코니코 동화등 인터넷에서 발표된 하츠네 미쿠의 붐을 더욱 뜨겁게 만든 인기곡들이 수록되어 있으며, 많은 애니메이션이나 게임의 주제곡을 쓰기로 유명한 하타 아키, 코우사키 사토루의 곡도 수록되어 있다.
39곡중 7곡은 이 게임을 위해 피아프로에서 모집한 곡이며, 실제 게임에서는 사용되지 않았지만, 스탭 크레딧에서 사용되어있고, 앞에도 적었던 에디트 모드에서 사용할 수 있다.
위의 39곡 이외에, 게임에서 사용되지 않았으나 에디트모드에서 사용 가능한 곡이 7곡이 준비되어 있다.
한편, 《2nd》의 경우, 전부 55곡이다. 《1st》에도 수록되었던 곡이 15곡, 에디트 전용이었다가 승격된 곡이 2곡, 《2nd》에서 새로 수록된 곡이 30곡, 공모를 통해 추가된 곡이 8곡이다.

### 주제가
1st 오프닝 테마〈The secret garden〉
작사 - 하타 아키 / 작곡 - 코우사키 사토루 / 머니퓰레이터 - Otomania
2nd 테마송 〈여길 봐 Baby〉
작사・작곡 - ryo(supercell)
2nd 타이업 송 〈Yellow〉
작사・작곡 - kz(livetune)

## 예약 특전
점포별로 다양한 특전이 준비되었으며, 게임에서와 같이, 유저들의 창작활동이 반영된 상품들도 있었다.
《1st》의 경우, 〈넨도로이드 쁘띠〉 만 모든 가게 공통이었다. 잘 팔렸었기 때문에 〈염가판 특별 세트〉에서 복각판이 발매되어 판매되었다.

## 같이 보기
- 하츠네 미쿠
- VOCALOID
- 캐릭터 보컬 시리즈
- 캐릭터 게임
- 탤런트 게임
- 케이온! 방과후 라이브!! - 같은 회사의 리듬 게임
- LYNX 3D(SH-03C) - 3D액정을 사용한, 하츠네 미쿠 -Project DIVA 3D- 의 애플리케이션이 설치되어 있다 스마트폰.
- 하츠네 미쿠 and Future Stars Project mirai

### 내용주
1. ↑  하츠네 미쿠 프로젝트 디바, 일본어: 初音ミクプロジェクトディーバ 하쓰네 미쿠 프로제쿠토 디바[*]

1. 1 2  게임에서는 이런 코스튬이나 캐릭터를 '모듈'이라 통칭하고 있다.
2. ↑  〈1st〉에서는, 스코어를 기준으로 그레이드가 정해졌지만, 〈2nd〉에서는, COOL과 FINE의 개수로 그레이드가 정해진다. 이에 따라, 그레이드에 실력이 반영되게 되었다
3. ↑  ↑는 △, ←는 □, ↓는 ×, →는 ○에 대응된다.
4. ↑  〈1st〉에서는, 세이브하는 것을 잊었을 경우 최종 세이브로부터의 데이터가 그대로 증발됐지만, 〈2nd〉에서는, 오토세이브 기능으로 각 플레이가 끝날 때마다 세이브가 이루어져 데이터가 증발할 염려가 없어졌다
5. ↑  《1st》에서는 1콤보당 100점씩 추가되어, 도중에 콤보가 끊어질 경우 초기화되는 방식이었다. 찬스타임에서 1노트당 추가로 얻을 수 있었던 점수의 최고점은 5천점. 《2nd》에서는, 판정에 따라 득점이 다르다
6. ↑  이 작품에서는, 하츠네 미쿠의 곡을 조정하는 사람을 〈머니 퓰레이터〉라고 부른다

“トピック - 〈The secret garden〉のマニピュレーターを発表” (SWF). 《初音ミク -Project DIVA-(公式サイト)》 (일본어). セガ. 2009년 6월 24일에 확인함.

### 참조주
1. 1 2 3  “初音ミク -Project DIVA-(공식 사이트) トップページ” (SWF) (일본어). 세가. 2009년 12월 12일에 확인함.
2. ↑  “今度はゲーセンを“みっくみく”にしてやんよ！――〈Project DIVA Arcade〉を開発中だと？”. 《ITmedia Gamez》 (일본어) (ITmedia). 2009년 10월 5일. 2009년 12월 12일에 확인함.
3. 1 2 3 4 5 6  佐藤和也 (2009년 3월 14일). “〈39 secrets：初音ミク -Project DIVA-(仮称) 39のひみつ〉開催--畑亜貴さんと神前暁さんの楽曲提供や巡音ルカの登場など新情報を公開”. 《GameSpot Japan》 (일본어). CNET. pp1–2쪽. 2009년 9월 22일에 원본 문서에서 보존된 문서. 2009년 6월 23일에 확인함.
4. 1 2 3 4 5 6  林誠司 (2009년 11월 30일). 《【DEVELOPER'S TALK】ミク好きが作ったミク好きのための《初音ミク -Project DIVA-》開発秘話》 (일본어).  인터뷰어: インサイド編集部.  “iNSIDE”. 2009년 12월 12일에 확인함.
5. 1 2 3 4  ウメ (2009년 6월 10일). “みっくみっくにしてやんよ♪”. 《ゲーマガblog》 (일본어). ソフトバンククリエイティブ. 2009년 8월 13일에 원본 문서에서 보존된 문서. 2009년 6월 23일에 확인함.
6. ↑  遠藤学 (2008년 10월 12일). “東京ゲームショウ2008 セガブース：〈初音ミク ‐Project DIVA‐(仮称)〉に鏡音リン・レンの出演決定”. 《ITmedia Gamez》 (일본어) (ITmedia). 2009년 6월 24일에 확인함.
7. ↑  北岡雅可 (2009년 4월 16일). “ボーカロイド3人娘スペシャル座談会 - 藤田咲、下田麻美、浅川悠が〈VOCALOID2〉の魅力に迫る(4)ゲーム、そしてアニメへの展開は?”. 《マイコミジャーナル》 (일본어) (毎日コミュニケーションズ). 4면. 2009년 6월 16일에 원본 문서에서 보존된 문서. 2009년 6월 24일에 확인함.
8. 1 2 3  .“初音ミク緊急企画! ゲーム化決定! 収録作品大募集!!”. 《ピアプロ》 (일본어). クリプトン・フューチャー・メディア. 2008년 8월 31일에 원본 문서에서 보존된 문서. 2009년 6월 23일에 확인함.
9. ↑  “好調《初音ミク -Project DIVA-》一週間で10.1万本売り上げ” (일본어). ジーパラドットコム. 2009년 7월 9일. 2009년 7월 10일에 원본 문서에서 보존된 문서. 2009년 7월 9일에 확인함.
10. ↑  “プロモーションムービー(NA：藤田咲さん)” (SWF). 《初音ミク -Project DIVA-(公式サイト)》. セガ. 2009년 6월 23일에 확인함.
11. ↑  “開発者のコメントも掲載《初音ミク -プロジェクト ディーヴァ-(仮題)》”. 《ファミ通》 (일본어). エンターブレイン. 2008년 11월 28일. 2009년 6월 23일에 확인함.
12. 1 2 3 4 5 6  “ゲームシステム” (SWF). 《初音ミク -Project DIVA-(公式サイト)》 (일본어). セガ. 2009년 6월 23일에 확인함.
13. 1 2 3 4 5 6  ““ニコ動”クリエイター参加決定《初音ミク －Project DIVA－》ステージ” (일본어). ジーパラドットコム. 2009년 3월 14일. 2009년 3월 18일에 원본 문서에서 보존된 문서. 2009년 6월 23일에 확인함.
14. ↑  “初音ミクがPSPでゲーム初主演！ 《初音ミク -Project DIVA-(仮称)》来年発売”. 《電撃オンライン》 (일본어). アスキー・メディアワークス. 2008년 9월 9일. 2009년 6월 23일에 확인함.
15. 1 2  “スペシャルコンテンツ - モジュール(コスチューム)” (SWF). 《初音ミク -Project DIVA-(公式サイト)》 (일본어). セガ. 2009년 6월 23일에 확인함.
16. ↑  《初音ミク -Project DIVA- 2nd COMPLETE ALBUM》. 가도카와 쇼텐. 2011. 112、126쪽. ISBN 978-4048545266. 다음 글자 무시됨: ‘和書
’ (도움말)
17. 1 2  庄司竜也 (2009년 7월 2일). “Creativity”. 《開発ブログ》 (일본어). ディンゴ. 2009년 9월 5일에 원본 문서에서 보존된 문서. 2009년 12월 12일에 확인함.
18. ↑  池谷勇人 (2009년 7월 14일). “日々是遊戯：七夕が生んだ奇跡!? 〈あの裏技〉が今度は〈初音ミク -Project DIVA-〉で発見される”. 《ITmedia Gamez》 (일본어). ITmedia. 2009년 12월 12일에 확인함.
19. ↑  ゲーマガ2010年9月号より。
20. ↑  《初音ミク -Project DIVA- 2nd》と《アイドルマスターSP》コラボの詳細が明らかに(電撃オンラインより)
21. ↑  ダウンロードコンテンツで追加楽曲配信が決定!
22. 1 2 3 4  “楽曲紹介” (SWF). 《初音ミク -Project DIVA-(公式サイト)》 (일본어). セガ. 2009년 6월 23일에 확인함.